# Myiagra castaneigularis
El monarca gorgicastaño (Myiagra castaneigularis) es una especie de ave paseriforme de la familia Monarchidae endémica de Fiyi. Hasta  2016 se consideraba subespecie del monarca crestiazul.
Se reconocen dos subespecies:
- M. c. castaneigularis - Layard, 1876: se encuentra en el Vanua Levu (en el norte de Fiyi)
- M. c. whitneyi - Mayr, 1933: ocupa Viti Levu (en el oeste de Fiyi)